# Lingfield (Durham)
Lingfield – dzielnica w Darlington, w Anglii, w hrabstwie Durham, w dystrykcie (unitary authority) Darlington. Leży 25 km na południe od miasta Durham i 351 km na północ od Londynu. W 2011 miejscowość liczyła 3782 mieszkańców.